# Saxifraga pardanthina
Saxifraga pardanthina là một loài thực vật có hoa trong họ Saxifragaceae. Loài này được Hand.-Mazz. miêu tả khoa học đầu tiên năm 1931.